# Paris université club (rugby à XV, féminines)
Pour un article plus général, voir Paris université club.
Le Paris université club est un club omnisports comprenant notamment une section de rugby à XV féminin : les violettes du PUC. En 2006-2007, elle évolue  en Championnat de France de 2e division. L'équipe est dissoute en 2008.

## Historique
1971/1971 : L’idée

PUC, pionnier en matière de rugby féminin, créa une section entre 1971 et 1975. À cette époque, peu de clubs de rugby comptent alors dans leur rang une équipe féminine brillante venue de l'athlétisme, du volley, du basket. L'équipe n'est pas reconnue et chacune reste inscrite et cotisante dans sa section d'origine mais peu importe, ces jeunes guerrières enfoncent les barrières du rugby viril pour en faire un spectacle surprenant de jolies jeunes femmes ayant une technique et des qualités physiques indéniables.  
L’entraîneur est alors Jacques Courault dont la fille, Dominique est capitaine. Il ne manquera jamais un entrainement   
Elles sont accrocheuses car pendant ces années, le président Krotoff (section rugby) leur interdit les terrains.  
Ces jeunes femmes, en avance sur leur temps, ouvrent alors la porte aux futures joueuses  de 2002. 
On a pu les voir dans le journal ELLE,  sur le grand écran,(documentaire avant le film" Le souffle au coeur") et dans le miroir du rugby mais hélas, le club(constitué de vieux dirigeants conservateurs) ne voit pas la création d'une section féminine d'un bon œil... 
Cette belle expérience est aussi synonyme de fêtes, de 3eme mi-temps, de tournées... Elles sont invitées à jouer en match d'ouverture dans d'autres clubs  Malgré cette belle tentative, l’expérience s'essouffle: manque de soutien des dirigeants masculins ne prenant pas au sérieux ces" fillettes" qui pratiquent un sport de mâles, des structures institutionnelles, organisationnelles et promotionnelles. 
Aucun crédit pour elles, leurs déplacements; de plus elles construisent leur vie d'adulte, deviennent maman ou quittent L'Ile de France... 
Elles figurent aujourd'hui dans les archives de l'histoire du rugby du PUC...

2002 : L’impulsion

Il faudra attendre l’année 2002 pour que le rugby trouve de nouvelles adeptes au cœur de Charléty. Ainsi, certaines compagnes de joueurs, lasses d’être cantonnées au rôle de supportrices, décident avec quelques amies de s’amuser dans le monde « ovalie ». 
Un joueur de l’équipe première, Benjamin Del Moral se met alors à leur service pour les entraîner.
Ces premiers contacts avec le ballon ovale sont fort rudimentaires faute de terrain et de créneau réellement réservés. C’est donc dans un en-but et sur un terrain stabilisé que les féminines commencent à évoluer.
Grâce au bouche à oreille, en septembre 2002, une douzaine de joueuses constituent le groupe essentiellement composé d’enseignantes d’EPS et d’étudiantes.
Benjamin Del Moral, devenu entraîneur officiel contacte la responsable de la commission féminine à la FFR : Mme Wanda Noury. Celle- ci l’encourage à engager l’équipe à 12 en 3e division pour la saison 2002/2003 qui débutera quelques semaines plus tard. Joueuses et entraîneur se lancent alors dans une campagne de recrutement pour étoffer l’effectif de cette nouvelle équipe parisienne. La direction du PUC est séduite par le projet et apporte son soutien en fournissant un jeu de maillots et une partie de terrain pour les entraînements.
Malgré son faible effectif, l’équipe fait bonne impression puisqu’elle perd en 1/8 de finale face à Chilly Mazarin.

2003/2004 : Le tissage

L’effectif reste stable avec quelques recrues qui permettent de compenser les départs et les blessures de certaines joueuses. Les conditions d’encadrement de l’équipe restent elles aussi spartiates auxquelles s’ajoutent toujours autant de difficultés financières pour le club et en particulier pour l’équipe féminine. Mais grâce à la bonne entente qui règne au sein des féminines, les joueuses se prennent en charge, soutenues par l’entraîneur et tentent par leurs propres moyens de récolter des fonds : Le calendrier et les soirées des violettes sont nés.
Malgré un effectif toujours aussi limité, la saison 2003/2004 s’achève sur une défaite en 1/4 de finale du championnat de France de 3e division contre l’équipe de Bobigny et un titre de Vice-Championne d’Île de France.

2004/2005 : La charnière

L’équipe connaît un changement d’entraîneur : Benjamin DEL MORAL pour des raisons professionnelles, quitte le poste d’entraîneur. Il est remplacé par Hugo MORENO. Les actions de recrutement portent leurs fruits puisque de nouvelles recrues sont accueillies au sein du groupe. Le groupe s’agrandit mais deux membres « phares », deux taulières de l’équipe, doivent quittent le groupe pour raisons personnelles. Malgré ces aléas, l’équipe plus soudée que jamais, a envie de montrer l’ampleur de son potentiel et le fruit de son travail. 
Elle le prouve alors en devenant cette saison-là Vice-Championne de France à Salon la Tour à l’issue d’un match très serré contre Castres et Championne d’Île de France contre Mantes la Jolie. L’équipe connaît alors la montée dans le championnat de 2e division pour la saison suivante. 
Devant le succès de leur calendriers et leurs soirées, les joueuses décident d’ancrer ces actions marketing et d’en faire deux traditions qui viendront financer cette saison un équipement complet aux couleurs du club.

2005/2006 : La transition

L’effectif de match passe alors de 12 à 15 joueuses malgré un recrutement toujours aussi difficile. Un second entraîneur est recruté pour les 3/4 : Karine Faure, ancienne joueuse de première division et récemment diplômée pour entraîner. Le rugby féminin du PUC connaît une saison en demi teinte : malgré l’expérience très formative, née d’une confrontation à un niveau de jeu supérieur, le manque de joueuses comparativement aux équipes rencontrées limite son évolution.
Cette saison s’achève par un maintien en deuxième division mais également une volonté d’obtenir de la part du club des moyens matériels et pratiques à hauteur des exigences du niveau de jeu désormais atteint.
2006/2007 : Le virage

Les violettes décident de se prendre en main avec l’arrivée d’un nouvel entraîneur Patrick Larguier, lui-même ancien joueur du PUC. La section féminine se structure, monte un projet sportif et se veut ambitieuse. Elle construit un plan pluriannuel de recrutement et de financement pour viser une montée en 1re division en 2008/2009. 
La saison 2006 débute sous un violet rayonnant, en effet, le PUC féminin se positionne dans le trio de tête de sa poule et fait la une du site « des filles en ovalie » spécialisé dans le rugby féminin hexagonal après une victoire 32 à 5 contre l’équipe de Plabennec.

2007/2008 : La fin

L'équipe s'est dissoute. La plupart des membres jouent désormais pour Vitry-sur-Seine.